# Disque solaire photovoltaïque
Le disque solaire photovoltaïque permet de donner l’inclinaison des panneaux photovoltaïques pour avoir un rendement optimal, suivant l’orientation (direction par rapport au sud) des panneaux.

## Méthodologie
La première étape, entièrement théorique, est de connaître le positionnement exact du soleil à  un lieu donné, à n’importe quel moment de l’année.
Une fois ces éléments à disposition il est possible grâce à des données météos mesurées sur sites de déterminer grâce à des modèles empiriques la part de rayonnement diffus et de rayonnement direct arrivant sur le panneau.
Par des calculs trigonométriques il est ensuite possible de simuler le rayonnement arrivant sur le panneau en fonction de son orientation et de son inclinaison pour générer finalement un disque solaire : un graphique donnant l’énergie reçue par un panneau solaire en fonction de son inclinaison et de son orientation.